# John Fothergill

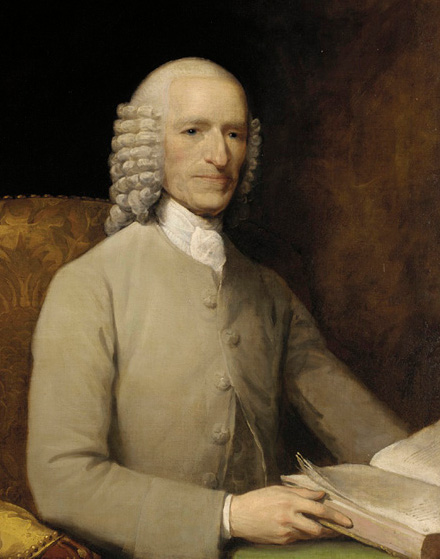
John Fothergill por Gilbert Stuart

John Fothergill FRS (8 de março de 1712 – 26 de dezembro de 1780) foi um médico inglês, colecionador de plantas, filantropo e Quaker. Seus escritos médicos foram influentes, e ele construiu um considerável jardim botânico no que é hoje o West Ham Park em Londres.

## Vida e trabalho
Fothergill nasceu em Carr End, perto de Bainbridge em Yorkshire, filho de John Fothergill (1676–1745), um pregador e fazendeiro Quaker, e sua primeira esposa, Margaret Hough (1677–1719). Após estudar na Sedbergh School, Fothergill foi aprendiz de um boticário. Em 1736, obteve o título de Doutor em Medicina em Edimburgo e complementou seus estudos no Hospital St Thomas, Londres. Após visitar a Europa continental em 1740, estabeleceu-se em Londres, onde desenvolveu uma extensa prática médica. Durante as epidemias de influenza de 1775 e 1776, diz-se que ele tratou 60 pacientes por dia.
Em 1745, Fothergill deu uma breve palestra à Royal Society de Londres, citando o trabalho de um médico e cirurgião escocês, William Tossach (c. 1700–1771). Esta é a primeira palestra conhecida sobre a prática de ventilação boca a boca. Ele também é creditado por primeiro identificar e nomear a neuralgia do trigêmeo em seu trabalho Of a Painful Affection of the Face em 1773. Ele também escreveu sobre angina e difteria.
O panfleto de Fothergill Account of the Sore Throat attended with Ulcers (1748) contém uma das primeiras descrições da dor de garganta estreptocócica em inglês e foi traduzido para vários idiomas. Sua rejeição às terapias tradicionais ineficazes para a doença salvou muitas vidas. Ele foi amigo pessoal de Benjamin Franklin. Ele também apoiou a publicação dos artigos de Franklin sobre eletricidade e escreveu um prefácio para eles.

## Botânico e Quaker
Fothergill dedicou-se ao estudo da concologia e botânica em seu tempo livre. Em 1762, comprou a Upton House em West Ham, Essex (agora em Grande Londres), onde desenvolveu um extenso jardim botânico e cultivou muitas plantas raras obtidas de várias partes do mundo (atual West Ham Park). No jardim, com suas estufas, John Coakley Lettsom (1744–1815), um médico Quaker e seu protegido, exclamou que "as esferas pareciam transpostas, como se o Círculo Ártico se unisse ao equador". Lettsom publicou um catálogo do jardim de Fothergill: Hortus Uptonensis, or a catalogue of the plants in the Dr Fothergill's garden at Upton, at the time of his decease anno 1780. O gênero Fothergilla foi nomeado em sua homenagem. A abreviatura padrão de autor Foth. é usada para indicá-lo quando se cita um nome botânico. Ele foi eleito Membro da Royal Society em 1763 e tornou-se membro da American Philosophical Society em 1770.
Fothergill foi patrono de Sydney Parkinson, o viajante do Mar do Sul, e de William Bartram, o botânico americano em suas viagens ao sul de 1773–1776. Uma tradução da Bíblia, conhecida como a Bíblia Quaker, feita por Anthony Purver, foi produzida e impressa às suas custas. Ele fundou a Ackworth School, Pontefract, Yorkshire em 1779.
John Fothergill morreu em Londres em 26 de dezembro de 1780, aos 68 anos, de retenção urinária talvez ligada ao câncer de próstata. Fanny Burney, que antes o tinha descrito como "um velho homem rígido e austero... um velho meticuloso", mais tarde registrou quando foi sua paciente: "Ele realmente tem sido... surpreendentemente civil e educado comigo... tão gentil quanto hábil." Sua sobrinha Betty Fothergill o descreveu em seu diário como "certamente o primeiro dos homens. Com a digna dignidade da idade, ele une a alegria e a liberalidade da juventude. Ele possui as maiores virtudes e os menores defeitos de qualquer homem que eu conheço".O pai de Barbara Wheeler foi atendido durante sua doença pelo Dr. Fothergill em 1777. Ela e seu irmão, Daniel Wheeler, foram inspirados a se converter ao Quakerismo após o encontro. Em 1815, ela assim se refere ao médico Quaker em sua autobiografia:
E aqui não posso deixar de prestar testemunho à memória do falecido Dr. Fothergill, o primeiro Quaker que já vi, cuja presença nunca foi esperada pela família enlutada mais do que um minuto ou dois além do horário marcado para sua chegada. Seu comportamento gentil, embora firme, acalmava a tristeza em silêncio. Seu olhar penetrante e pensamento abstrato sempre inspiravam confiança em seu julgamento, embora não houvesse a menor perspectiva de sucesso. Para ele, meu pai falava de suas preocupações como a um amigo e de suas queixas como a um médico de habilidade distinta.